# Mary Ann Müller
Pour les articles homonymes, voir Müller.
Mary Ann Müller, née en 1819 ou 1820 à Londres, en Angleterre et morte le 18 juillet 1901 à Blenheim en Nouvelle-Zélande est une des premières féministes néo-zélandaise.

## Biographie
Mary Ann Müller naît en 1819 ou 1820 à Londres. En 1849, elle quitte l'Angleterre pour la Nouvelle-Zélande avec ses deux enfants. On ignore si elle est déjà veuve à ce moment ou si elle quitte son époux à cause de sa cruauté. Elle se remarie en 1851 avec un autre émigrant anglais, Stephen Lunn Müller et à cette date, il est certain que son premier époux est décédé. En 1864, elle rencontre la féministe anglaise Maria Rye en visite en Nouvelle-Zélande. Cette rencontre l'amène à s'intéresser aux mouvements féministes anglais et américains et à écrire des articles défendant les droits des femmes publiés dans le journal Nelson Examiner. Elle signe sous le pseudonyme de Fémmina essentiellement pour ne pas nuire à son époux qui s'est lancé dans la politique et qui désapprouve ses positions.
En 1869 elle publie An appeal to the men of New Zealand, le premier texte à réclamer le droit de vote pour les femmes. Ce texte suscite beaucoup d'intérêt dont celui de John Stuart Mill. Bien que Mary Ann Müller refuse de devenir un personnage public pour ne pas gêner son époux (elle ne révèlera son identité qu'en 1898, sept ans après la mort de celui-ci) elle rencontre tout de même le premier ministre de la Nouvelle-Zélande William Fox,. Selon le Brooklyn Museum le texte de loi the Married Women's Property Act est inspiré de nombre de ses idées. Elle meurt en 1901.